# ويليام أوين
ويليام أوين (بالإنجليزية: William Owen)‏ (1 يناير 1884 في المملكة المتحدة - 1 يناير 1945 بستوك أون ترينت في المملكة المتحدة) هو لاعب كرة قدم بريطاني (وحمل سابقاً جنسية المملكة المتحدة لبريطانيا العظمى وأيرلندا) في مركز نصف الجناح. لعب مع ستوك سيتي ومانشستر سيتي.

## وصلات خارجية
- ويليام أوين على موقع قاعدة بيانات كرة القدم.إي يو (الإنجليزية)